# 石井秀吉
石井 秀吉（いしい ひでよし、1883年 - 1941年11月2日）は、将棋棋士。七段。東京の京橋生まれで深川育ち。川井房郷七段門下。
日本将棋連盟公式サイトの「物故棋士一覧」に名前はないが、佐瀬勇次のページの「師匠」欄や「棋士系統図」においてその名を確認することができる。

## 経歴
将棋同盟会（後の将棋同盟社、日本将棋連盟の前身の一つ）に付け出し二段で加入し、大正7年（1918年）四段、大正11年（1922年）五段、大正14年（1925年）に六段に昇段した。
1941年11月2日に病没、享年59歳（数え）。追贈七段。

## 弟子
棋戦での活躍よりも、弟子の輩出で知られており、後の将棋界において石井一門の系譜の棋士は極めて多い。日本将棋連盟公式サイトの「棋士系統図」においては、佐瀬勇次のほか、長谷川清二郎、斎藤銀次郎、大和久彪、加藤恵三が弟子として掲示されている。佐瀬は、石井と同様にプロ棋士としての活躍は無かったが、米長邦雄、丸山忠久、高橋道雄、木村一基、西村一義、田丸昇ら多くの優秀な弟子を輩出し、彼らからさらに多くの孫弟子（石井から見れば曾孫弟子）が輩出された。また、斎藤銀次郎の筋では、斎藤の孫弟子（石井から見れば曾孫弟子）にあたる所司和晴が多くの棋士を育てており、「平成の名門」と呼ばれている。

## 著書
- 将棋初歩研究（1949年、関根金次郎、飯塚勘五郎、花田長太郎、小泉兼吉との共著、泰文館）